# Episodi di Miracle Workers (prima stagione)
La prima stagione della serie televisiva Miracle Workers, composta da 7 episodi, è andata in onda negli Stati Uniti sul canale TBS, dal 12 febbraio al 26 marzo 2019.
In Italia la stagione è stata trasmessa su Italia 1, dal 3 aprile all'8 maggio 2019.
| nº | Titolo originale | Titolo italiano | Prima TV USA     | Prima TV Italia |
| -- | ---------------- | --------------- | ---------------- | --------------- |
| 1  | 2 Weeks          | 2 settimane     | 12 febbraio 2019 | 3 aprile 2019   |
| 2  | 13 Days          | 13 giorni       | 19 febbraio 2019 | 10 aprile 2019  |
| 3  | 12 Days          | 12 giorni       | 26 febbraio 2019 | 17 aprile 2019  |
| 4  | 6 Days           | 6 giorni        | 5 marzo 2019     | 24 aprile 2019  |
| 5  | 3 Days           | 3 giorni        | 12 marzo 2019    | 1º maggio 2019  |
| 6  | 1 Day            | 1 giorno        | 19 marzo 2019    | 8 maggio 2019   |
| 7  | 1 Hour           | 1 ora           | 26 marzo 2019    | 8 maggio 2019   |

## 2 settimane
- Titolo originale: 2 Weeks

### Trama
- Ascolti USA: telespettatori 1.20 milioni.[2]
- Ascolti Italia: share 15,97%.[3]

## 13 giorni
- Titolo originale: 13 Days

### Trama
- Ascolti USA: telespettatori 1.03 milioni.[4]
- Ascolti Italia: share 15,37%.[5]

## 12 giorni
- Titolo originale: 12 Days

### Trama
- Ascolti USA: telespettatori 0.94 milioni.[6]
- Ascolti Italia: share 15,41%.[7]

## 6 giorni
- Titolo originale: 6 Days

### Trama
- Ascolti USA: telespettatori 0.95 milioni.[8]
- Ascolti Italia: share 12,36%.[9]

## 3 giorni
- Titolo originale: 3 Days

### Trama
- Ascolti USA: telespettatori 0.94 milioni.[10]
- Ascolti Italia: share 14,99%.[11]

## 1 giorno
- Titolo originale: 1 Day

### Trama
- Ascolti USA: telespettatori 0.93 milioni.[12]
- Ascolti Italia: share 16,85%.[13]

## 1 ora
- Titolo originale: 1 Hour

### Trama
- Ascolti USA: telespettatori 0.90 milioni.[14]
- Ascolti Italia: share 16,85%.[13]